# بطولة ويمبلدون 1973
هنا قائمة ببطولات ويمبلدون لسنة 1973:

## الكبار

### فردي رجال
يان كودس هزم  أليكس ميتريفايل, 6-1, 9-8(7-5), 6-3

### فردي سيدات
بيلي جين كينغ هزم  كريس إيفرت, 6-0, 7-5

### زوجي رجال
جيمي كونرز و إيلي ناستاسي هزم  جون كوبر و نيل فريجر, 3-6, 6-3, 6-4, 8-9(3-7), 6-1

### زوجي سيدات
روزماري كاسالس و بيلي جين كينغ هزم  فرانسيس دور و بيتي ستوف, 6-1, 4-6, 7-5

### زوجي مختلط
أوين ديفيدسون و بيلي جين كينغ هزم  راؤول راميريز و جانيت نيوبيري, 6-3, 6-2

## الشباب

### فردي أولاد
بيلي مارتن (لاعب كرة مضرب) هزم  كولين داودسويل, 6-2, 6-4

### فردي بنات
آن كيمورا هزم  مارتينا نافراتيلوفا, 6-4, 7-5

### زوجي أولاد
بدأت البطولة في 1982

### زوجي بنات
بدأت البطولة في 1982